# Богатырёв, Константин Петрович
Константин Петрович Богатырёв (12 марта 1925, Прага — 18 июня 1976, Москва) — советский филолог, поэт-переводчик, специалист в области немецкой литературы.

## Биография
Родился в Праге, где тогда жили и работали его родители. В трёхлетнем возрасте приехал с матерью в Москву навестить бабушку. Разрешения на выезд в Чехию мать Константина не получила. Его отец Пётр Григорьевич Богатырёв вернулся в СССР только в 1940 году.
С началом Великой Отечественной войны поступил в пехотное училище на Волге. Воевал в артиллерии, на «катюшах». По окончании войны служил в звании лейтенанта в оккупированном союзниками Берлине. В его обязанности входило, в частности, прослушивание немецких шлягеров на предмет цензурирования. Демобилизовавшись, поступил на филологический факультет Московского университета.
В 1951 году Богатырёв, будучи на третьем курсе, был арестован по доносу сексота. Обвинялся в попытке государственного переворота и убийства всех членов правительства. Осуждён по статьям 58-10 и 58-11 Уголовного кодекса РСФСР, приговорён к смертной казни, заменённой 25 годами лишения свободы. Срок отбывал в Воркутлаге, где начал переводить с немецкого стихи любимых поэтов, которые помнил наизусть.
В 1956 году реабилитирован, вернулся в Москву, окончил филологический факультет университета (дипломная работа по «Лотте в Веймаре» Томаса Манна).
Делом жизни считал перевод «Новых стихотворений» Райнера Марии Рильке, полностью эта работа вышла в свет в серии «Литературные памятники» в 1977 году. Другая важнейшая работа Богатырёва — сочинения Эриха Кестнера, которого он любил с детства и с которым переписывался в течение многих лет; он перевёл более 30 стихотворений и роман для детей «Мальчик из спичечной коробки». Переводил также стихи Ф. Гёльдерлина, А. фон Шамиссо, П. Целана, Г. Тракля, Б. Брехта, И. Бахман, прозу («Мефистофель» К. Манна, статьи Томаса Манна, статьи, рецензии и заметки Гёте) и драматургию («Ирод и Мариамна» К. Ф. Хеббеля, «Дон Жуан, или Любовь к геометрии» М. Фриша, «Геркулес и Авгиевы конюшни» Ф. Дюрренматта). Писал стихи, однако не принимал их всерьёз и не хранил.
26 апреля 1976 года, в девятом часу вечера, неизвестные нанесли Богатырёву несколько ударов кастетом у порога его квартиры на пятом этаже «писательского» дома (Красноармейская, 25). С переломом основания черепа и в бессознательном состоянии Богатырёв был доставлен в больницу. 15 июня он пришёл в сознание, однако объяснить причины происшедшего отказался. 18 июня Константин Богатырёв умер. Его убийцы не были найдены. Владимир Войнович в мемуарах указывает на консенсус в том, что его убийство организовано КГБ для запугивания других писателей. Историк А. Б. Зубов утверждает, что убийство Богатырёва «было организовано подчинёнными Андропова по его приказу». Бенедикт Сарнов также считает сотрудников КГБ исполнителями данного убийства, упоминая, что в качестве его орудия была использована бутылка.
В январе 1996 года журнал «Вопросы литературы» опубликовал рассекреченную архивную записку «О похоронах литературного переводчика К. П. Богатырёва» за подписью председателя Комитета государственной безопасности СССР Ю. Андропова, в тексте которой говорилось, что Богатырёв в момент получения травмы черепа имел явные признаки алкогольного опьянения. Далее были указаны статьи, по которым он ранее привлекался к уголовной ответственности, упомянуты его «негативные суждения о советской действительности». Записка содержит фразу «Происшедшее с Богатырёвым было использовано некоторыми из его окружения для распространения клеветнических слухов о якобы инспирированной в отношении него провокации» и перечисление участников похорон: «известные своими антиобщественными проявлениями Сахаров, Шафаревич, Чуковская, Даниэль, а также постоянные участники скандальных сборищ — московские писатели Евтушенко, Слуцкий, Аксёнов, Войнович, Корнилов, Ахмадулина, Межиров и некоторые другие». Записка сопровождается комментарием литературоведа и журналиста С. И. Богатырёвой, в котором, в частности, говорится: «Обстоятельства нападения представляются, мягко говоря, странными. Обычно подъезд бывал ярко освещён и бдительно охранялся. На сей раз свет погас, а лифтёрша отлучилась. Убийцы беспрепятственно проникли в дом, их никто не видел. Об этом отчёт умалчивает, зато утверждает, будто Константин Петрович был пьян, — заведомая ложь, её опровергают все, кто общался с ним в тот вечер.».
Похоронен на Переделкинском кладбище.
В 1982 году в Мюнхене вышла книга под названием «Поэт-переводчик Константин Богатырёв. Друг немецкой литературы». В России его начали переиздавать только в конце 1980-х годов.

## Семья
- Первая жена — Софья Игнатьевна Богатырёва (род. 1932), историк литературы, публикатор, мемуарист. Дочь писателя Александра Ивича.
  - Сын — Константин Константинович Богатырёв (род. 1958).
- Вторая жена — Елена Александровна Богатырёва-Суриц (1929—2022), переводчик, член СП СССР[8].